# 다윈주의의 일식
다윈주의의 일식(the eclipse of Darwinism)은 진화론의 현대적 종합이 이루어지기 전, 진화의 개념은 생물학계에 널리 받아들여졌으나, 다윈주의의 자연선택이 그 진화의 기작으로 인정받지 못했던 시기를 가리킨다. 줄리언 헉슬리가 고안한 말이다. 피터 j. 보울러 등 과학사학자들은 헉슬리가 고안한 말을 진화사상사에서 1880년대에서 1920년경까지를 가리키는 말로 사용했다. 이 시기에는 자연선택에 대한 대안 이론들이 제기되었고, 생물학자들은 자연선택이 틀렸거나 또는 중요하지 않다고 여겼다.
생기론, 격변설 등 다윈주의에 대한 대안 이론들은 19세기에도 이미 존재해 왔으나, 20세기까지 강대한 영향력을 발휘했던 대안 이론들은 다음 네 가지로 정리된다.
- 유신진화론: 신이 진화를 교도한다.
- 신라마르크주의: 후천형질이 유전되어 진화가 일어난다.
- 정향진화론: 생명에 특정 방향으로의 진화를 추동하는 힘이 내재되어 있다.
- 돌연변이설: 진화는 급작스러운 돌연변이로 새로운 종이 출현하는 것이다.

유신진화론은 19세기 말엽 초자연적 원인은 비과학적이라는 이유로 매장되었다. 다른 셋은 20세기까지 계속 살아남았다. 유전학이 발달하여 집단유전학이 등장하고, 유전학과 돌연변이설을 흡수한 자연선택이 현대진화론으로 종합된 뒤에야 이런 대안들이 모두 기각되고 비로소 다윈 진화론이 진화의 정설이 되었다. 늦어도 1930년대까지 대부분의 교과서들은 비다윈 진화론을 여전히 수록하고 강조했다.